# Перибея
Перибея (гр. Περίβοια), в древногръцката митология е името на няколко персонажа:
- Нимфа-наяда – съпруга на спартанеца Икарий, от когото има няколко сина, и Пенелопа – бъдещата жена на Одисей.(Аполодор III 10, 6);
- Дъщеря на Белерофонт, втора жена на калидонския владетел Ойней, майка на Тидей
- Жена на коринтския цар Полиб. Според някои митове Перибоя намира хвърленото в реката ковчеже, в което бил малкият Едип, докато перяла на реката. По-късно го отглеждат с Полиб като тяхно дете. (Аполодор III 5, 7). В трагедията на Софокъл „Едип цар“ името ѝ е Меропа);
- Втората жена на Теламон, майка на Аякс Телемонид. Дъщеря е на цар Кихрей на остров Саламин или Алкатой.
- Дъщеря на Евримедонт. . Любима на Посейдон, която родила от него Навсифой, първия цар на феаките (Омир, Одисея VII 56)